# Oeniko
Oeniko is een bestuurslaag in het regentschap Kupang van de provincie Oost-Nusa Tenggara, Indonesië. Oeniko telt 876 inwoners (volkstelling 2010).